# Вольде, Гошу
Гошу Вольде (англ. Goshu Wolde; 1942, Горе, Иллубабор, Эфиопия) — эфиопский государственный и политический деятель, министр иностранных дел (1983—1986), министр образования Эфиопии, полковник.

## Биография
Родился в бедной семье. После окончания школы в Аддис-Абебе поступил в 1960—1963 годах обучаться в Харэрской военной академии. Продолжил образование в Аддис-Абебском университете, получил степень бакалавра права, затем поступил в Йельский университет.
Член Временного военно-административного совета. В 1979 году был назначен председателем Координационного комитета Национальной кампании по борьбе с неграмотностью, созданного после свержения монархии в 1974 году. 
В 1983—1986 годах занимал пост министра иностранных дел страны. В октябре 1986 года, отказавшись возвращаться к себе на родину, подал в отставку, отправив заявление об отставке из Нью-Йорка главе государства Эфиопии Менгисту Хайле Мариаму, заявив в своём письме об установлении диктатуры, жестокости к инакомыслящим и уничтожении идей революции.
Участвовал в создании «Народно-демократического альянса Эфиопии», вместе с бывшими руководителями
революционной Эфиопии, которые бежали за границу из-за, как они заявляли, несогласием с линией Менгисту Хайле Мариама. Альянс провозгласил приверженность основным целям эфиопской революции, но без применения тех, по его мнению, ошибочных методов и избранных подходов, какие были свойственны и определены её лидером.
В 1992 году основал Демократическую партию Эфиопии Медхин, выступающую против режима РДФЭН. Был лидером двух зарубежных групповых движений: теневого движения «Свободные солдаты» и Эфиопского движения за демократию, мир и единство.